# Franz Xaver von Linsenmann

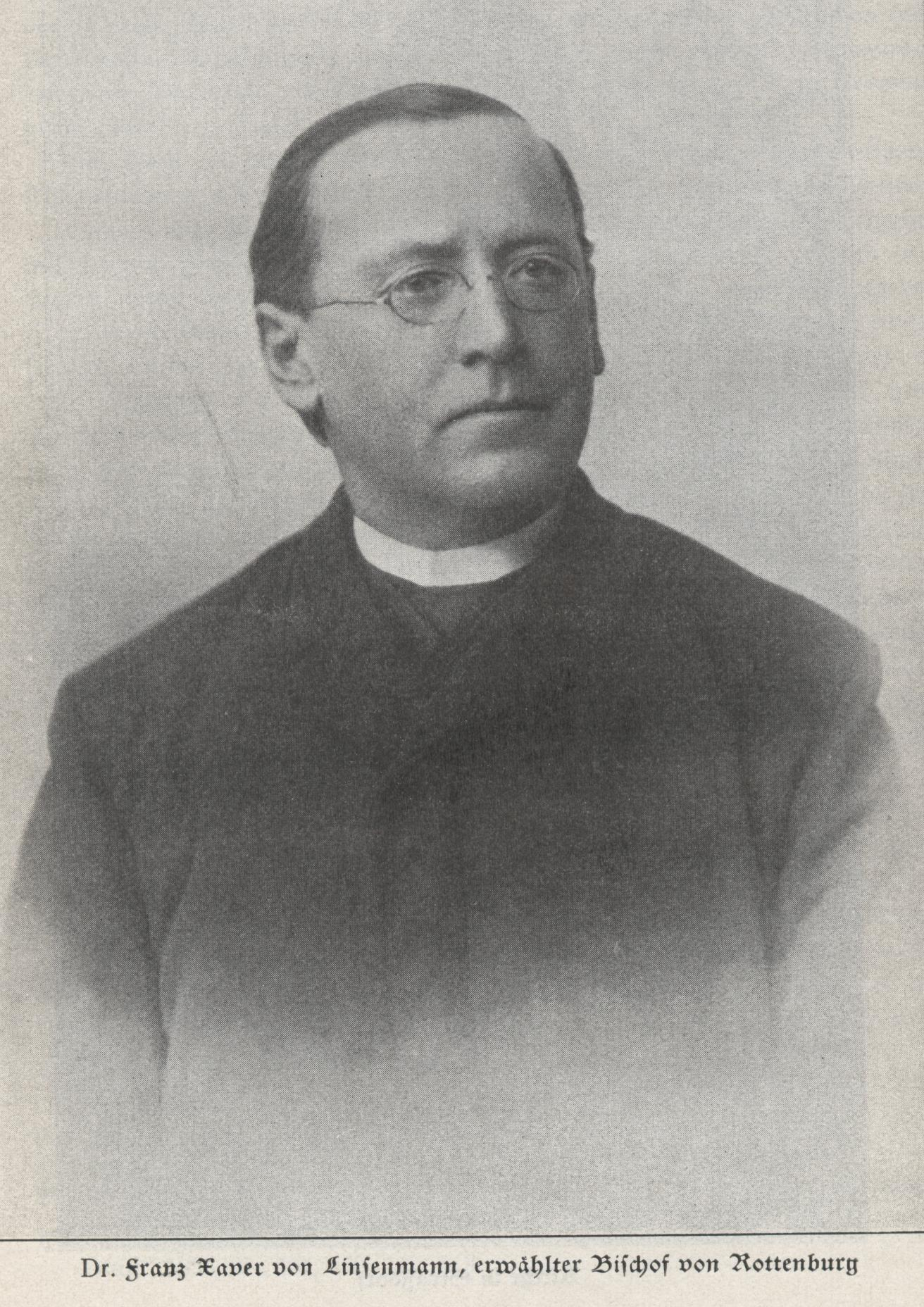
Franz Xaver von Linsenmann

Franz Xaver von Linsenmann (28 de novembro de 1835 - 21 de setembro de 1898) foi um importante teólogo moral católico e bispo de Rottenburg.
Nascido em Rottweil, Linsenmann foi eleito bispo de Rottenburg por unanimidade em 20 de julho de 1898 e proclamado em 5 de setembro. No entanto, ele morreu antes de sua consagração durante uma estadia curativa na cidade termal de Lauterbach, na Floresta Negra.